# Aleksandr Miasnikov
Aleksandr Miasnikov, född den 8 maj 1959 i Syzran, Ryssland, är en sovjetisk landhockeyspelare.
Han tog OS-brons i herrarnas landhockeyturnering i samband med de olympiska landhockeytävlingarna 1980 i Moskva.